# پستوم
پِستوم (به ایتالیایی: Paestum) یک منطقهٔ مسکونی در ایتالیا است که در مگنا گراسیا واقع شده‌است.